# Alexandre Dumas (homme politique, 1852-1941)
Pour les articles homonymes, voir Alexandre Dumas (homonymie) et Dumas.
Alexandre Gilbert Dumas, né le 7 août 1852 à Treignat (Allier) et mort le 27 octobre 1941 à Épineuil-le-Fleuriel (Cher), est un homme politique français.

## Biographie
D'abord receveur de l'enregistrement, il est ensuite notaire à Montluçon, il est maire de la ville de 1888 à 1892. En 1898, il devient maire d'Épineuil-le-Fleuriel. Il est député de l'Allier de 1889 à 1893. Il siège dans les rangs républicains et s'intéresse aux questions notariales.

## Sources
- « Alexandre Dumas (homme politique, 1852-1941) », dans le Dictionnaire des parlementaires français (1889-1940), sous la direction de Jean Jolly, PUF, 1960 [détail de l’édition]